# Aconcagua (álbum)
Aconcagua es un disco editado por el grupo chileno Los Jaivas en 1982, que reúne un grupo de grabaciones que la banda realizó a finales de la década de 1970, entre las cuales se cuentan temas compuestos en otras épocas, regrabaciones de temas antiguos y un par de temas nuevos para la ocasión. Fue editado en Chile, además de Francia y toda Latinoamérica.

## Historia
Los mismos integrantes de Los Jaivas han señalado que Aconcagua es un álbum destinado al público extranjero.[cita requerida] Su contenido se orienta a dar a conocer a los neófitos el sonido característico de la banda, propósito que se cumple a plenitud. El álbum fue grabado casi inmediatamente después del éxito indiscutido de Alturas de Machu Picchu (1981) por la formación original de Los Jaivas.

## Contenido
El tema que abre el disco y le da título es el último que se grabó de todos los de la colección, y surgió como inspiración del grupo al divisar el monte Aconcagua desde un avión al sobrevolar la frontera entre Chile y Argentina. Los aires andinos de la canción acompañan de manera perfecta su contenido. Otros temas incluidos habían sido compuestos mucho antes: "Debajo de las Higueras", con su atmósfera de trompetas mexicanas, databa de la estadía de la banda en Zárate, Argentina, mientras que "Desde un Barrial" y "Takirari del Puerto" ya eran conocidos en las giras del grupo por Europa en los años previos, aunque no habían sido grabados en estudio. Los temas "Mambo de Machaguay" (original de un sencillo de 1976) y "Corre Que Te Pillo" (originalmente grabada con orquesta como lado B en 1973) son regrabados para esta ocasión. Las versiones encontradas en este disco son las que el público recuerda como habituales.
A esta colección se agregó el breve instrumental "Huairuro" y, en las ediciones de Argentina y Francia, una regrabación del ya clásico tema "Todos Juntos", que no figuró en la edición chilena.

## Datos

### Lista de temas
Letra, música y arreglos de todos los temas: Los Jaivas, excepto donde se indica
Lado A
1. "Aconcagua" – 3:35
  - Grabado y mezclado en los estudios Sonotec, de Santiago, Chile, en octubre de 1982
  - Ingeniero de grabación: Fernando Mateo
  - Asistentes de grabación: Dominique Strabach, Carlos "Rosko" Melo
  - Editado como single en 1982
2. "Desde un Barrial" – 5:25
  - Tiple y segunda quena: Patricio Castillo
3. "Debajo de Las Higueras" – 3:24
  - Trompeta: Kako Bessot
4. "Takirari del Puerto" – 3:45
  - Instrumental

Lado B
1. "Mambo de Machaguay" – 4:52
  - Letra y música de Luis Pizarro Cerón; arreglos de Los Jaivas
  - Editado como single en 1982
  - Reversión del tema grabado originalmente en 1976 como lado B del single "En Tus Horas". Esta versión tiene arreglos muy diferentes, y se escucha de manera más nítida.
  - Charango y segunda quena: Patricio Castillo
2. "Huairuro" – 2:52
  - Instrumental
3. "Corre Que Te Pillo" – 9:45
  - Instrumental
  - Reversión del tema grabado originalmente en 1973 como lado B del single "Indio Hermano". Esta versión es mucho más extensa y suple la presencia de la orquesta sinfónica del original con extensas improvisaciones y solos de cada uno de los instrumentos de Los Jaivas
  - Gato Alquinta toca bajo en esta canción; la guitarra solista es ejecutada por Mario Mutis
  - Trompeta: Kako Bessot

### Músicos
Los Jaivas
- Gato Alquinta: Voz, Guitarra eléctrica, Guitarra acústica, Charango, Mandolina cusqueña, Bajo, Quena, Zampoña, Flauta dulce, Trompe y Tumbadoras
- Mario Mutis: Bajo, Guitarra eléctrica, Voz, Bombo legüero y Matraca
- Gabriel Parra: Batería, Bombo legüero, Voz, Kultrum, Tumbadoras, Timbal cromático, Maracas, Triángulo
- Claudio Parra: Piano, Celesta, Minimoog, Huiro, Zampoña
- Eduardo Parra: Piano eléctrico, Minimoog, Bongó, Pandereta, Claves

Invitados
- Patricio Castillo: Tiple en "Desde un Barrial"; Charango en "Mambo de Machaguay"; Segunda quena en "Desde un Barrial" y "Mambo de Machaguay"
- Kako Bessot: Trompeta en "Debajo de las Higueras" y "Corre Que Te Pillo"

### Personal
- Ingeniero de grabación y mezcla: Daniel Michel
- Arte gráfico y portada: René Olivares
- Fotografía: Iñigo Santiago
- Producción ejecutiva: Hernán Poblete, Alejandro Parra

### Ediciones
- Una edición original alternativa es la argentina, que altera el orden de las canciones y sustituye el "Mambo De Machaguay" por una nueva versión de "Todos Juntos":
  - Lado A
    1. "Aconcagua"
    2. "Takirari del Puerto"
    3. "Debajo de las Higueras"
    4. "Todos Juntos"

  - Lado B
    1. "Desde un Barrial"
    2. "Huairuro"
    3. "Corre Que Te Pillo"

- La edición francesa viene con el siguiente orden de temas:
  - Lado A
    1. "Todos Juntos"
    2. "Takirari del Puerto"
    3. "Debajo de las Higueras"
    4. "Huairuro"
    5. "Mambo de Machaguay"

  - Lado B
    1. "Aconcagua"
    2. "Desde un Barrial"
    3. "Corre Que Te Pillo"

- Las versiones en CD han seguido el orden de la versión chilena (original), y se han sucedido en 1990, 1993, 1995 y 2004.

## Presentaciones
El disco venía siendo ejecutado en vivo desde antes de su edición, y lo que se hizo con posterioridad fue incorporar las nuevas versiones al repertorio de la banda. Al menos cuatro canciones del disco, por ejemplo, fueron interpretadas cuando el grupo fue invitado al Festival de Viña del Mar de 1983, y los temas "Corre Que Te Pillo" y "Mambo de Machaguay" son infaltables en cualquier concierto de la banda, mientras que "Takirari del Puerto" ha sido usado como tema de apertura. "Aconcagua" y "Desde un Barrial" hacen apariciones ocasionales en los repertorios.

## Compilaciones
Los temas "Mambo de Machaguay" y "Aconcagua" aparecieron en la compilación Obras Cumbres de 2002. "Debajo de Las Higueras" fue escogida para la recopilación Canción de amor de 2005, mientras que "Desde un Barrial" fue incluida en el disco de cuecas En El Bar-Restaurant 'Lo Que Nunca Se Supo' de 2000. Una versión en directo del "Takirari del Puerto" se incorporó al disco Los Jaivas En Vivo: Gira 1988